# المطالب العالیه
المطالب العالیة بزوائد المسانید الثمانیة اثر ابن حجر عسقلانی در موضوع حدیث است. عسقلانی کتاب را به ۴۴ کتاب بخش‌بندی کرده و در هر بخش متناسب با موضوع نقل حدیث کرده‌است. در هر بخش ابتدا احادیث مرفوع، سپس موقوف و سپس مقطوع را نقل کرده‌است.